# Sielsowiet Markawiczy
Sielsowiet Markawiczy (biał. Маркавіцкі сельсавет, ros. Марковичский сельсовет) – sielsowiet na Białorusi, w obwodzie homelskim, w rejonie homelskim, z siedzibą w Markawiczach.

## Demografia
Według spisu z 2009 sielsowiet Markawiczy zamieszkiwało 1602 osób, w tym 1481 Białorusinów (92,45%), 67 Rosjan (4,18%), 49 Ukraińców (3,06%), 3 osoby innych narodowości i 2 osoby, które nie podały żadnej narodowości.

## Geografia
Sielsowiet położony jest w południowej części rejonu homelskiego. Od południa graniczy z Ukrainą. Przebiega przez niego linia kolejowa Nawabielickaja – Kraucouka.

## Historia
W 2008 do sielsowietu Markawiczy przyłączono w całości likwidowany sielsowiet Hłybockaje, w skład którego wchodziły dwie miejscowości: Hłybockaje i Zimni.

## Miejscowości
- wsie:
  - Hadziczawa
  - Hłybockaje
  - Markawiczy
- osiedla:
  - Chałmy
  - Paddabranka
  - Rahi-Ilecki
  - Zimni